# Polska na Letniej Uniwersjadzie 2011
Polskę na Letniej Uniwersjadzie 2011 w Shenzhen reprezentowało 152 sportowców w 16 dyscyplinach.

## Medale
| Medal | Zawodnik                                                                         | Sport             | Konkurencja                            | Data                |
| ----- | -------------------------------------------------------------------------------- | ----------------- | -------------------------------------- | ------------------- |
|       | Zuzanna Pawlikowska                                                              | Judo              | Kategoria poniżej 52 kg                | 15 sierpnia(dts) br |
|       | Paweł Fajdek                                                                     | Lekkoatletyka     | Rzut młotem                            | 17 sierpnia(dts) br |
|       | Żaneta Glanc                                                                     | Lekkoatletyka     | Rzut dyskiem                           | 17 sierpnia(dts) br |
|       | Michał Kądzioła Jakub Szałankiewicz                                              | Siatkówka plażowa | Turniej mężczyzn                       | 18 sierpnia(dts) br |
|       | Łukasz Michalski                                                                 | Lekkoatletyka     | Skok o tyczce                          | 20 sierpnia(dts) br |
|       | Maciej Sarnacki                                                                  | Judo              | Kategoria powyżej 100 kg               | 13 sierpnia(dts) br |
|       | Hanna Łyczbińska Marta Łyczbińska Katarzyna Kryczało Karolina Chlewińska         | Szermierka        | Floret – drużynowo                     | 17 sierpnia(dts) br |
|       | Wojciech Theiner                                                                 | Lekkoatletyka     | Skok wzwyż                             | 18 sierpnia(dts) br |
|       | Jakub Trzebiński                                                                 | Strzelectwo       | Trap – indywidualnie                   | 19 sierpnia(dts) br |
|       | Mateusz Didenkow                                                                 | Lekkoatletyka     | Skok o tyczce                          | 20 sierpnia(dts) br |
|       | Przemysław Czajkowski                                                            | Lekkoatletyka     | Rzut dyskiem                           | 21 sierpnia(dts) br |
|       | Łukasz Grodzicki                                                                 | Żeglarstwo        | RS:X                                   | 21 sierpnia(dts) br |
|       | Katarzyna Kryczało                                                               | Szermierka        | Floret – indywidualnie                 | 14 sierpnia(dts) br |
|       | Piotr Kurkiewicz                                                                 | Judo              | Kategoria poniżej 73 kg                | 15 sierpnia(dts) br |
|       | Joanna Jaworska Agata Ozdoba Zuzanna Pawlikowska Agata Perenc Katarzyna Furmanek | Judo              | Drużynowo                              | 17 sierpnia(dts) br |
|       | Paweł Korzeniowski                                                               | Pływanie          | 100 metrów stylem motylkowym           | 17 sierpnia(dts) br |
|       | Tomasz Pałamarz Tomasz Wawrzonowski Witosław Krzak                               | Strzelectwo       | Pistolet dowolny 50 metrów – drużynowo | 18 sierpnia(dts) br |
|       | Piotr Kowalczyk Łukasz Szum Jakub Trzebiński                                     | Strzelectwo       | Trap – drużynowo                       | 19 sierpnia(dts) br |
|       | Igor Janik                                                                       | Lekkoatletyka     | Rzut oszczepem                         | 19 sierpnia(dts) br |
|       | Małgorzata Białecka                                                              | Żeglarstwo        | RS:X                                   | 21 sierpnia(dts) br |

## Gimnastyka sportowa
- Adam Kierzkowski
- Maksim Kowałenko
- Roman Kulesza
- Maciej Łabutin
- Marek Łyszczarz
- Monika Frandofert

## Golf
- Piotr Dąbrowiecki
- Maksymilian Sałuda
- Mateusz Szmit
- Jan Zawadowski

## Judo
- Zuzanna Pawlikowska – kategoria poniżej 52 kilogramów
- Agata Perenc – kategoria poniżej 57 kilogramów
- Katarzyna Furmanek – kategoria poniżej 78 kilogramów
- Piotr Kurkiewicz – kategoria poniżej 73 kilogramów
- Łukasz Błach – kategoria poniżej 81 kilogramów
- Łukasz Koleśnik – kategoria poniżej 90 kilogramów
- Tomasz Domański – kategoria poniżej 100 kilogramów
- Agata Ozdoba – kategoria poniżej 63 kilogramów
- Joanna Jaworska – kategoria powyżej 78 kilogramów
- Maciej Sarnacki – kategoria powyżej 100 kilogramów

## Koszykówka
Turniej kobiet
- Paulina Antczak
- Magda Bibrzycka
- Żaneta Durak
- Agnieszka Kaczmarczyk
- Joanna Kędzia
- Aneta Kotnis
- Anna Pietrzak
- Mirela Pułtorak
- Agnieszka Skobel
- Katarzyna Suknarowska
- Claudia Trębicka
- Marta Urbaniak
- Katarzyna Bednarczyk
- Agata Chaliburda
- Paulina Rozwadowska

## Lekkoatletyka
- Katarzyna Broniatowska – bieg na 1500 metrów
- Justyna Korytkowska – bieg na 3000 metrów z przeszkodami
- Matylda Szlęzak – bieg na 3000 metrów z przeszkodami
- Tina Polak – bieg na 400 metrów przez płotki
- Danuta Urbanik – bieg na 800 metrów
- Żaneta Glanc – rzut dyskiem
- Joanna Piwowarska – skok o tyczce
- Joanna Fiodorow – rzut młotem
- Anna Jagaciak – skok w dal, trójskok
- Magdalena Ogrodnik – skok wzwyż
- Karolina Błażej – skok wzwyż
- Artur Ostrowski – bieg na 1500 metrów
- Tomasz Szymkowiak – bieg na 3000 metrów z przeszkodami
- Przemysław Czajkowski – rzut dyskiem
- Robert Urbanek – rzut dyskiem
- Paweł Fajdek – rzut młotem
- Igor Janik – rzut oszczepem
- Łukasz Grzeszczuk – rzut oszczepem
- Łukasz Michalski – skok o tyczce
- Mateusz Didenkow – skok o tyczce
- Konrad Podgórski – skok w dal
- Wojciech Theiner – skok wzwyż
- Damian Kusiak – pchnięcie kulą
- Jakub Jelonek – chód
- Łukasz Nowak – chód
- Agnieszka Szwarnóg – chód
- Szymon Krawczyk – bieg na 1500 metrów

## Podnoszenie ciężarów
- Anna Leśniewska – kategoria poniżej 63 kilogramów
- Oktawia Lurka – kategoria poniżej 75 kilogramów
- Tomasz Rosoł – kategoria poniżej 69 kilogramów
- Tomasz Mizera – kategoria poniżej 77 kilogramów
- Roman Kliś – kategoria poniżej 85 kilogramów
- Marcin Muziński – kategoria poniżej 94 kilogramów
- Łukasz Grela – kategoria poniżej 94 kilogramów
- Paweł Koszałka – kategoria poniżej 105 kilogramów
- Kamil Kulpa – kategoria powyżej 105 kilogramów

## Pływanie
- Paweł Korzeniowski
- Sławomir Kuczko
- Filip Wypych
- Dawid Szulich
- Alicja Tchórz
- Ewa Ścieszko
- Agnieszka Ostrowska

## Siatkówka
Turniej kobiet
- Agata Durajczyk
- Marta Haładyn
- Katarzyna Jóźwicka
- Izabela Kożon
- Monika Naczk
- Natalia Nuszel
- Magdalena Piątek
- Elżbieta Skowrońska
- Krystyna Strasz
- Aleksandra Trojan
- Dorota Wilk
- Kinga Zielińska

## Siatkówka plażowa
Turniej mężczyzn
- Michał Kądzioła
- Jakub Szałankiewicz

## Skoki do wody
- Andrzej Rzeszutek

## Strzelectwo
- Paula Wrońska
- Katarzyna Kobus
- Julita Rędzia
- Milena Szustorowska
- Martyna Piersiak
- Tomasz Bartnik
- Paweł Pietruk
- Bartosz Jasiecki
- Tomasz Wawrzonowski
- Witosław Krzak
- Tomasz Pałamarz
- Damian Klimek
- Jakub Trzebiński
- Piotr Kowalczyk
- Łukasz Szum
- Aleksandra Jarmolińska
- Agnieszka Sieracka

## Szachy
- Jolanta Zawadzka
- Krzysztof Bulski
- Paweł Czarnota
- Wojciech Moranda
- Michał Olszewski

## Szermierka
- Karolina Chlewińska – floret indywiduanlnie
- Katarzyna Kryczało – floret indywiduanlnie
- Hanna Łyczbińska – floret indywiduanlnie
- Radosław Glonek – floret indywiduanlnie
- Michał Majewski – floret indywiduanlnie
- Paweł Osmański – floret indywiduanlnie
- Leszek Rajski – floret indywiduanlnie
- Renata Knapik – szpada indywiduanlnie
- Katarzyna Dąbrowa – szpada indywiduanlnie
- Dominika Mosler – szpada indywiduanlnie
- Mateusz Nycz – szpada indywiduanlnie
- Piotr Kruczek – szpada indywiduanlnie
- Paweł Krawczyk – szpada indywiduanlnie
- Małgorzata Kozaczuk – szabla indywiduanlnie
- Matylda Ostojska – szabla indywiduanlnie
- Marta Puda – szabla indywiduanlnie
- Magdalena Pasternak – szabla indywiduanlnie
- Maciej Regulewski – szabla indywiduanlnie
- Marta Łyczbińska – floret indywiduanlnie
- Blanka Błach – szpada indywiduanlnie
- Michał Kosman – szabla indywiduanlnie
- Karolina Chlewińska, Katarzyna Kryczało, Hanna Łyczbińska, Marta Łyczbińska  – floret drużynowo
- Radosław Glonek, Michał Majewski, Paweł Osmański, Leszek Rajski – floret drużynowo
- Renata Knapik, Katarzyna Dąbrowa, Dominika Mosler, Blanka Błach – szpada drużynowo
- Mateusz Nycz, Piotr Kruczek, Paweł Krawczyk – szpada drużynowo
- Małgorzata Kozaczuk, Matylda Ostojska, Marta Puda, Magdalena Pasternak – szabla drużynowo

## Taekwondo
- Michał Łoniewski – kategoria poniżej 68 kilogramów
- Kamil Chwesiuk – kategoria poniżej 80 kilogramów
- Piotr Hatowski – kategoria powyżej 87 kilogramów
- Katarzyna Wieczorek – kategoria poniżej 67 kilogramów
- Piotr Paziński – kategoria poniżej 80 kilogramów

## Tenis
- Olga Brózda
- Natalia Kołat

## Żeglarstwo
- Łukasz Grodzicki – RS:X
- Michał Majewski – RS:X
- Maja Dziarnowska – RS:X
- Małgorzata Białecka – RS:X
- Agnieszka Skrzypulec – 470
- Judyta Mrózek-Gliszczyńska – 470
- Patryk Piasecki – Laser
- Wojciech Zemke – Laser
- Anna Weinzieher – Laser radial
- Zuzanna Gładysz – Laser radial